# أوغست أوتكر

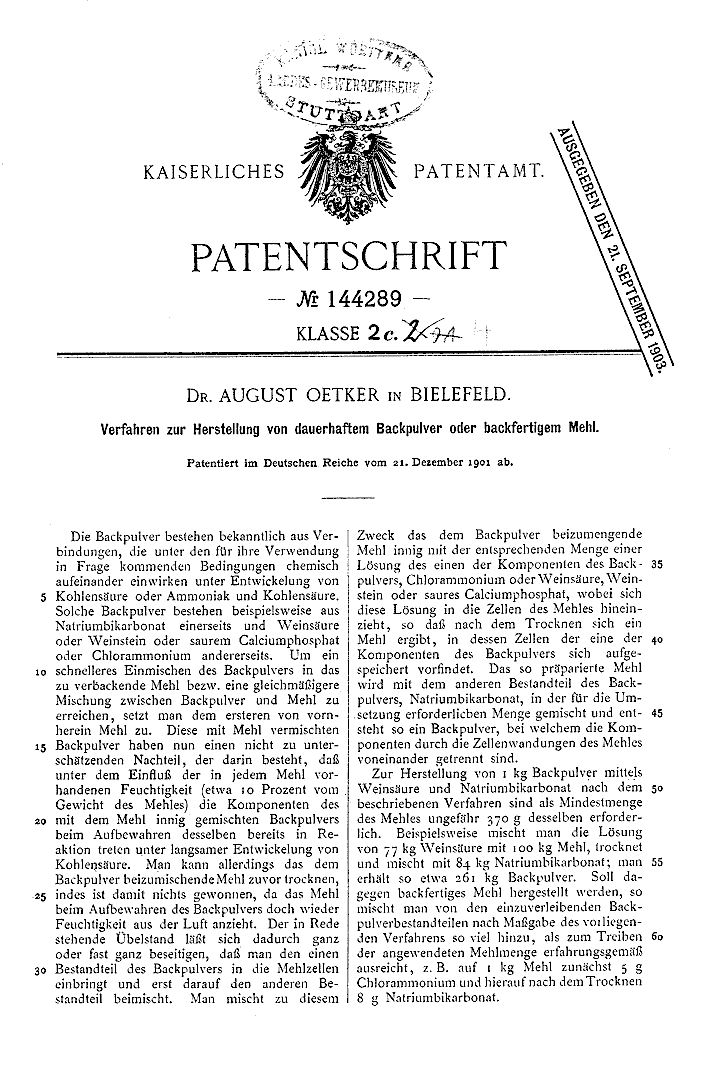

الدكتور أوغست أوتكر (بالإنجليزية: Dr. August Oetker)‏، (ولد: 6 يناير 1862 - توفي: 10 يناير 1918) مخترع ألماني، اخترع الباكينغ باودر. ولد أوغست أوتكر في 6 يناير 1862 في أوبرنكيرشن، ألمانيا.

## وصلات خارجية
- مؤلفات August Oetker في مشروع غوتنبرغ